# Стрелецкий сельсовет (Московская область)
Стрелецкий сельсовет — упразднённая административно-территориальная единица, существовавшая на территории Рязанской губернии и Московской области до 1954 года.
Стрелецкий сельсовет был образован в первые годы советской власти. В конце 1920-х годов он входил в состав Зарайской волости Зарайского уезда Рязанской губернии.
В 1929 году Стрелецкий с/с был отнесён к Зарайскому району Коломенского округа Московской области.
14 июня 1954 года Стрелецкий с/с был упразднён, а его территория передана в Кармановский с/с.